# ルーディー ジュリアーニNY市長9月11日真実の物語
『ルーディー ジュリアーニNY市長9月11日真実の物語』（Rudy: The Rudy Giuliani Story）は、USAネットワークが製作・放送した2003年のアメリカ合衆国のテレビ映画である。元ニューヨーク市長であるルディ・ジュリアーニをジェームズ・ウッズが演じ、彼の人生と市長としてのキャリア、同時多発テロの際の行動が描かれている。
原作はウェイン・バレットによる2000年の伝記本『Rudy!: An Investigative Biography of Rudy Giuliani』である。

## キャスト
- ルディ・ジュリアーニ - ジェームズ・ウッズ
- ドナ・ハノーバー（英語版） - ペネロープ・アン・ミラー
- クリスティン・ラテガノ - ミシェル・ノルデン（英語版）
- ハワード・セーファー - フィリップ・スペンズリー
- ウィリアム・B・ブラットン（英語版） - ジャック・ランゲダイク（英語版）
- ピーター・パワーズ - ジョン・ボージェス
- ジュディス・ジュリアーニ（英語版） - キルステン・ビショプ（英語版）
- トニー・カルボネッティ - マーク・カマチョ（英語版）
- ベス・ペトローネ - マキシム・ロイ
- 建設作業員 - ルディ・ジュリアーニ

## 受賞とノミネート
| 賞                       | 部門                                                  | 候補                                                                                | 結果       |
| ------------------------ | ----------------------------------------------------- | ----------------------------------------------------------------------------------- | ---------- |
| プライムタイム・エミー賞 | ミニシリーズ・映画主演男優賞                          | ジェームズ・ウッズ                                                                  | ノミネート |
| プライムタイム・エミー賞 | ミニシリーズ・映画・スペシャルメイクアップ賞 (非補綴) | ジョセリン・ベルマール、ステファン・デュプイ、セシル・リゴー、マシュー・W・マングル | ノミネート |
| サテライト賞             | テレビ映画賞                                          | 『ルーディー ジュリアーニNY市長9月11日真実の物語』                                  | 受賞       |
| サテライト賞             | テレビ映画・ミニシリーズ主演男優賞                    | ジェームズ・ウッズ                                                                  | 受賞       |
| 全米脚本家組合賞         | テレビ脚色賞 (長時間番組)                             | スタンリー・ワイザー                                                                | ノミネート |